# Torreyochloa pauciflora
Torreyochloa pauciflora är en gräsart som först beskrevs av Jan Svatopluk Presl, och fick sitt nu gällande namn av Church. Torreyochloa pauciflora ingår i släktet Torreyochloa och familjen gräs. Inga underarter finns listade i Catalogue of Life.